# 马尾港
马尾港是位于福州市马尾区的内河港口，位于闽江在福州分流出的台江、乌龙江会合处，距闽江口26.6公里。

## 历史
马尾港在福州闽江下游，古代从海路进入福州均经过此地。1866年（清同治五年），左宗棠在马尾创办了福建船政，开办建船厂。晚清中法战争的马江海战即发生于此。民国时在马尾港设立闽口要港司令部、马尾要港司令部等军事机构。现作为商港和海军锚地。

## 周边
- 罗星塔